# André van der Louw
Pour les articles homonymes, voir Louw.
Arie Andries (André) van der Louw, né le 9 août 1933 à La Haye et décédé le 20 octobre 2005 à Schéveningue, est un homme politique néerlandais, membre du Parti travailliste (PvdA).

## Biographie
Il fut bourgmestre de Rotterdam de 1974 à 1981 et ministre de la Culture, des Loisirs et du Travail social de 1981 à 1982 dans le cabinet Van Agt II.